# کیتلرز (آرکانزاس)
کیتلرز (به انگلیسی: Kittlers) یک منطقهٔ مسکونی در ایالات متحده آمریکا است که در آرکانزاس واقع شده است. کیتلرز ۶۰٫۹۶ متر بالاتر از سطح دریا قرار دارد.